# Jean-Baptiste Bideau
Jean-Baptiste Bideau conocido en castellano como Juan Bautista Bideau (Santa Lucía, 8 de diciembre de 1780 - Provincia de Barcelona, Capitanía General de Venezuela, 7 de abril de 1817) fue un marino y filibustero francés que participó en la guerra de independencia de Venezuela, tomando parte en las campañas de Oriente y la expedición de Chacachacare.
El 16 de julio de 1816 le salvó la vida a Simón Bolívar en Ocumare de la Costa cuando este casi es capturado por los realistas.Murió en 1817 en la defensa de la Casa Fuerte de Barcelona.

## Biografía
Fue un mulato que nació el 8 de diciembre de 1780 en la isla de Santa Lucía que se encontraba bajo el dominio francés.Posteriormente, se radicó en la provincia de Trinidad española donde laboró como marino y en la construcción de botes en un taller de su propiedad.
Desde la década de 1790 se unió como corsario al militar Victor Hugues y lucharía contra las tropas francesas de ultramar y las británicas. En 1798 fue acusado de capturar un barco británico por las autoridades de Trinidad (bajo control británico) por lo que sus dos hermanas y sus respectivas  familias, que habitaban la isla, fueron encarceladas.
A partir de 1811 comienza a colaborar con el ejército patriota de Venezuela en su bergantín el Botón de Rosa, que puso a disposición del militar Francisco de Miranda. Se junta con los corsarios Louis Aury y Jean Lafitte, y los militares Luis Brion y Gregor McGrégor para emprender acciones desde el mar en contra de los españoles.Además, comienza a enlistar esclavos fugitivos al ejército patriota, el mismo se había fugado años atrás. Estos reclutamientos provocaron que fuera acusado por las autoridades inglesas, quienes ofrecían apoyo a los patriotas, aunque él negó que estuviera incorporando esclavos al ejército.
En 1812 colabora junto con el militar Felipe Esteves en la campaña para someter a la provincia de Guayana que se encontraba bajo control realista. Sin embargo, la derrota de las fuerzas patriotas en la Batalla naval de Sorondo los obliga a retirarse.
Luego de la Capitulación de San Mateo ante Domingo de Monteverde, Bideau traslada a muchos patriotas a Trinidad, en donde junto con Santiago Mariño organiza la expedición de Chacachacare.
El 13 de enero de 1813 Bideau junto a un grupo de 45 militares patriotas desembarcó en Güiria, entre los miembros de la expedición se encontraban Santiago Mariño, José Francisco Bermúdez, Manuel Piar y Antonio José de Sucre. Este grupo se ampara en el Acta de Chacachacare para luchar por la independencia de la nación.
Bideau por medio de sus botes se encarga del transporte de soldados, armas y alimentos; además, en varias ocasiones el general Mariño lo deja a cargo de la población de Güiria y firmaba conjuntamente con Mariño todas las cartas y comunicados oficiales del «Gobierno Independiente de Güiria».Mientras se encontraba a cargo, realizó acercamientos con el gobierno de Trinidad para tratar de conseguir el apoyo de los británicos, para este fin les ofreció un acuerdo comercial y marítimo.
El 16 de febrero de 1815, ante los ataques del jefe realista Francisco Tomás Morales, Bideau y el coronel José Francisco Bermúdez evacuaron a la población y los soldados por vía marítima.Antes de partir, el 16 de febrero de 1815, Bideau proclamó la libertad de todos los esclavos para que estos lucharan contra los españoles que ingresaban al poblado.
Bideau regresa nuevamente a Trinidad y comienza un viaje por el Caribe, hasta que conoce en Haití al militar Simón Bolívar y se une a la nueva expedición hacia Venezuela.
En 1816 tras el fracaso del desembarco de Ocumare de la Costa por parte de las fuerzas patriotas, Bolívar, que en ese momento estaba cerca de ser capturado por las realistas, fue rescatado por Bideau. En 1828 Bolívar recordaba el evento de la siguiente forma «Iba a darme un pistoletazo cuando… Mr. Bideau volvió del mar en un bote y me tomó para salvarme».
Posteriormente fue nombrado por Luis Brión como comandante de la Marina de la zona correspondiente entre Margarita y Güiria.Tras el fracaso de la expedición vuelve junto con Bolívar a Haití y desde la isla organiza junto con Agustín Villeret la expedición de Jacmel.
De vuelta en Venezuela vuelve a combatir contra las fuerzas realistas y muere el 7 de abril de 1817 mientras defendía la Casa Fuerte de Barcelona de los ataques de los españoles comandados por Juan Aldalma.

## Reconocimientos
En Castries, la capital de Santa Lucía, se encuentra la Plaza Bideau con una estatua en honor a Jean-Baptiste Bideau junto con una de Simón Bolívar.